# Hawtai Boliger

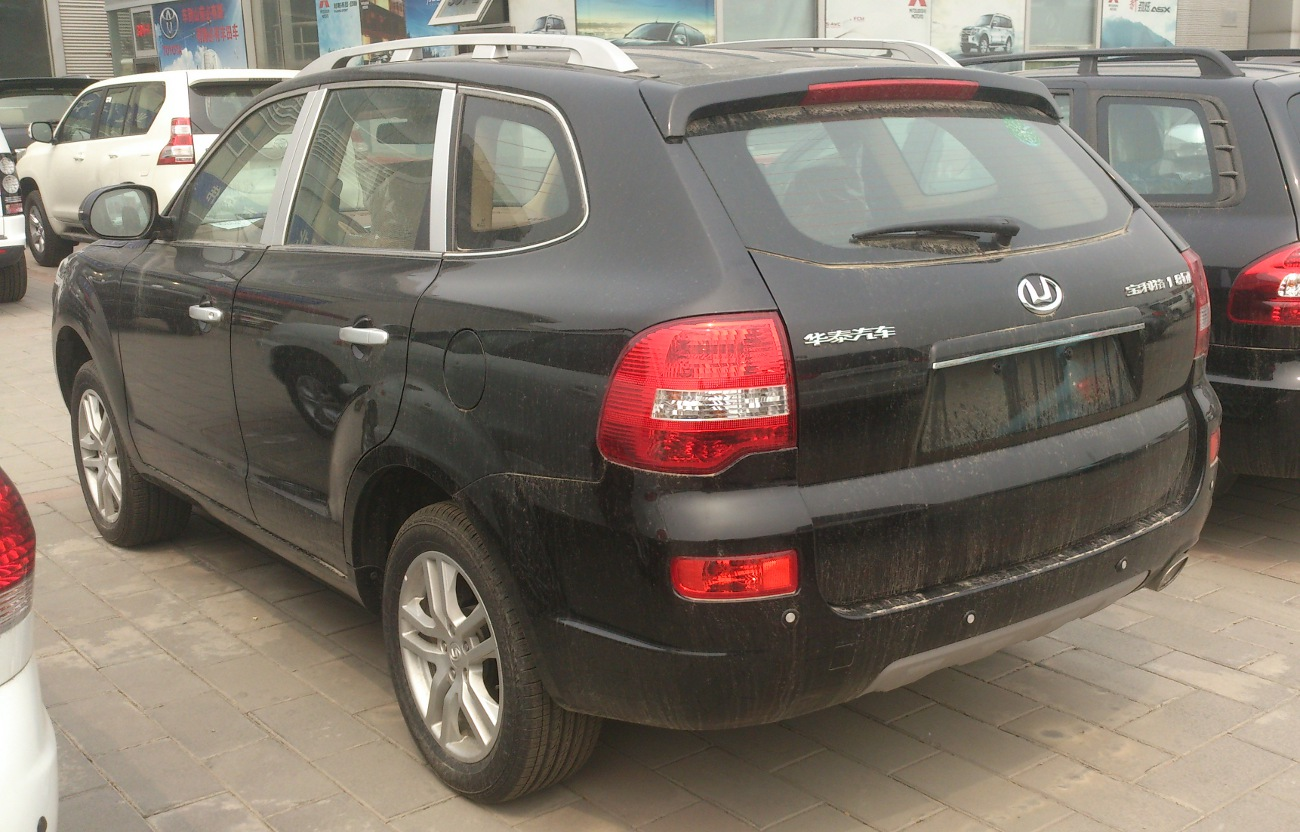
Heckansicht

Der Hawtai Boliger, auch Hawtai B35 Baolige, ist ein SUV des chinesischen Automobilherstellers Hawtai. Der Fünfsitzer debütierte als Konzeptfahrzeug auf der Beijing Auto Show im April 2010. Das Serienfahrzeug wurde ein Jahr später auf der Shanghai Auto Show präsentiert und wurde ab dem 21. November 2011 verkauft. Der Boliger basiert auf der ersten Generation des Hyundai Santa Fe.
Den Antrieb übernimmt entweder ein 118 kW (160 PS) starker 1,8-Liter-Ottomotor oder ein – für chinesische Autos eher ungewöhnlich – 110 kW (150 PS) starker 2,0-Liter-Dieselmotor. Beide Varianten können optional mit Allradantrieb ausgerüstet werden. Dann ist das SUV aber an ein 4-Stufen-Automatikgetriebe gebunden.

## Technische Daten
|                                             | 1.8T 4x2                      | 1.8T 4x4                      | OED2.0 4x2                      | OED2.0 4x4                      |
| Bauzeitraum                                 | 11/2011–2015                  | 11/2011–2015                  | 11/2011–2015                    | 11/2011–2015                    |
| Motorkenndaten                              |                               |                               |                                 |                                 |
| Motortyp                                    | Reihen-Vierzylinder-Ottomotor | Reihen-Vierzylinder-Ottomotor | Reihen-Vierzylinder-Dieselmotor | Reihen-Vierzylinder-Dieselmotor |
| Hubraum                                     | 1796 cm³                      | 1796 cm³                      | 1991 cm³                        | 1991 cm³                        |
| Verdichtungsverhältnis                      | 9,2 : 1                       | 9,2 : 1                       | 17,5 : 1                        | 17,5 : 1                        |
| max. Leistung bei min−1                     | 118 kW (160 PS) / 5500        | 118 kW (160 PS) / 5500        | 110 kW (150 PS) / 4000          | 110 kW (150 PS) / 4000          |
| max. Drehmoment bei min−1                   | 215 Nm / 2100–4500            | 215 Nm / 2100–4500            | 310 Nm / 2000                   | 310 Nm / 2000                   |
| Kraftübertragung                            |                               |                               |                                 |                                 |
| Antrieb, serienmäßig                        | Vorderradantrieb              | Allradantrieb                 | Vorderradantrieb                | Allradantrieb                   |
| Getriebe, serienmäßig                       | 5-Gang-Schaltgetriebe         | 4-Gang-Automatikgetriebe      | 5-Gang-Schaltgetriebe           | 4-Gang-Automatikgetriebe        |
| Getriebe, optional                          | 4-Gang-Automatikgetriebe      | —                             | 4-Gang-Automatikgetriebe        | —                               |
| Messwerte                                   |                               |                               |                                 |                                 |
| Höchstgeschwindigkeit                       | 170 km/h                      | 170 km/h                      | 170 km/h                        | 170 km/h                        |
| Beschleunigung, 0–100 km/h                  | 10,6 s                        | 10,6 s                        |                                 |                                 |
| Kraftstoffverbrauch auf 100 km (kombiniert) | 10,0 l Super                  | 10,0 l Super                  |                                 |                                 |